# 橫紋豔擬守瓜
橫紋豔擬守瓜（学名：Dercetina flavocincta）为金花蟲科豔擬守瓜屬下的一个种。